# Campeonato Mundial de Patinaje Artístico sobre Hielo de 1998
El LXXXVIII Campeonato Mundial de Patinaje Artístico sobre Hielo se realizó en Minneapolis (Estados Unidos) entre el 29 de marzo y el 5 de abril de 1998. Fue organizado por la Unión Internacional de Patinaje sobre Hielo (ISU) y la Asociación Estadounidense de Patinaje Artístico. 
Participaron en total 175 patinadores de 44 países.

## Resultados

### Masculino
| Puesto | Nombre           | País           | Puntos |
| ------ | ---------------- | -------------- | ------ |
| Oro    | Alexei Yagudin   | Rusia          | 2,5    |
| Plata  | Todd Eldredge    | Estados Unidos | 3,0    |
| Bronce | Evgeni Plushenko | Rusia          | 5,0    |

### Femenino
| Puesto | Nombre           | País           | Puntos |
| ------ | ---------------- | -------------- | ------ |
| Oro    | Michelle Kwan    | Estados Unidos | 1,5    |
| Plata  | Irina Slutskaya  | Rusia          | 4,0    |
| Bronce | Maria Butriskaya | Rusia          | 5,5    |

### Parejas
| Puesto | Nombre                                | País           | Puntos |
| ------ | ------------------------------------- | -------------- | ------ |
| Oro    | Elena Berezhnaya / Anton Sikharulidze | Rusia          | 2,0    |
| Plata  | Jenni Meno / Todd Sand                | Estados Unidos | 2,5    |
| Bronce | Peggy Schwarz / Mirko Müller          | Alemania       | 4,5    |

### Danza en hielo
| Puesto | Nombre                              | País    | Puntos |
| ------ | ----------------------------------- | ------- | ------ |
| Oro    | Angelika Krilova / Oleg Ovsiannikov | Rusia   | 2,0    |
| Plata  | Marina Anissina / Gwendal Peizerat  | Francia | 4,2    |
| Bronce | Shae-Lynn Bourne / Victor Kraatz    | Canadá  | 5,8    |

## Medallero
| Núm. | País           | Oro | Plata | Bronce | Total |
| ---- | -------------- | --- | ----- | ------ | ----- |
| 1    | Rusia          | 3   | 1     | 2      | 6     |
| 2    | Estados Unidos | 1   | 2     | 0      | 3     |
| 3    | Francia        | 0   | 1     | 0      | 1     |
| 4    | Alemania       | 0   | 0     | 1      | 1     |
| 4    | Canadá         | 0   | 0     | 1      | 1     |
|      | TOTAL          | 4   | 4     | 4      | 12    |

| Predecesor: Suiza 1997 | Campeonato Mundial de Patinaje Artístico sobre Hielo 1998 | Sucesor: Finlandia 1999 |

- Datos: Q1319173